# Лазер

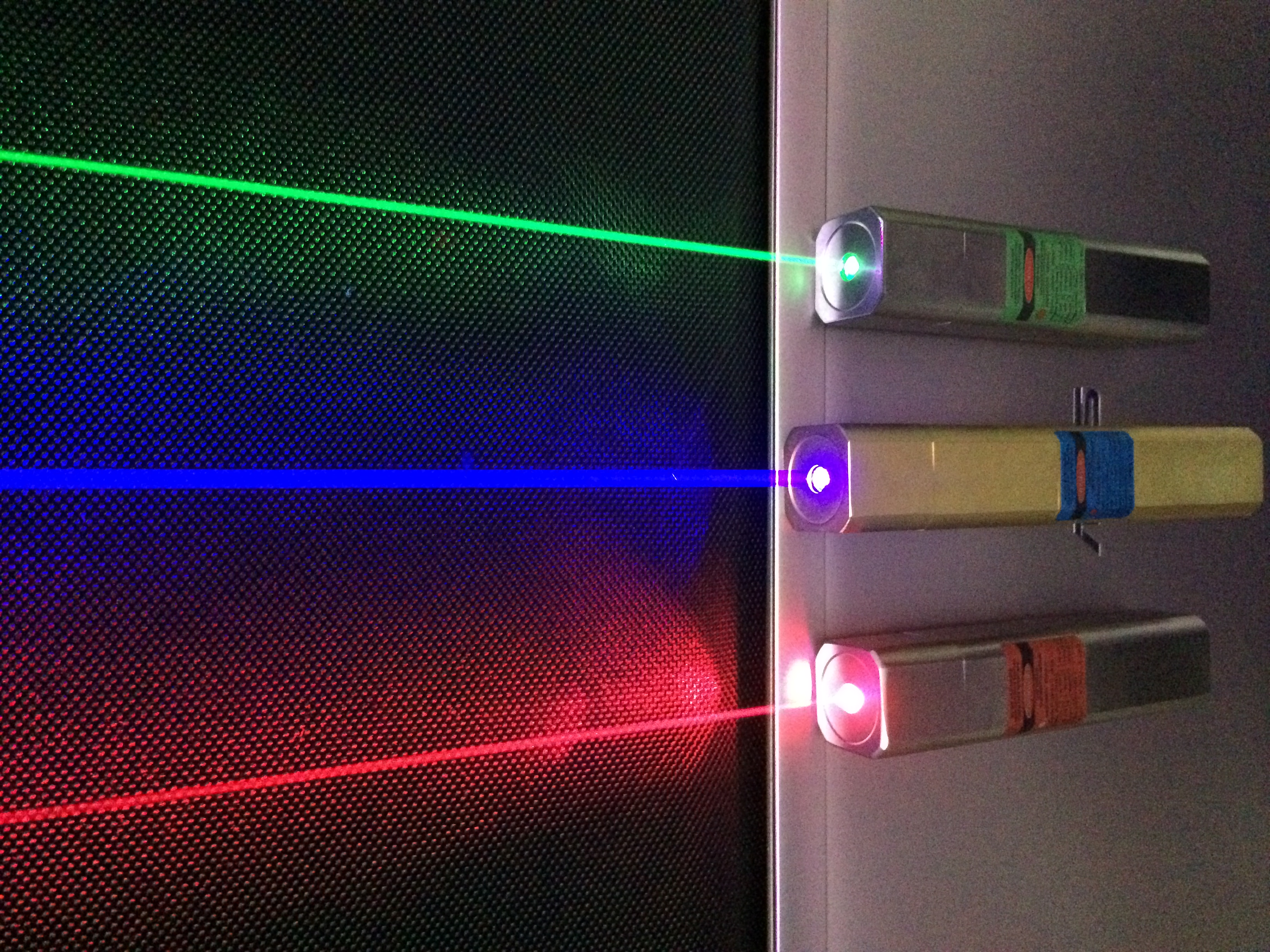
Лазери

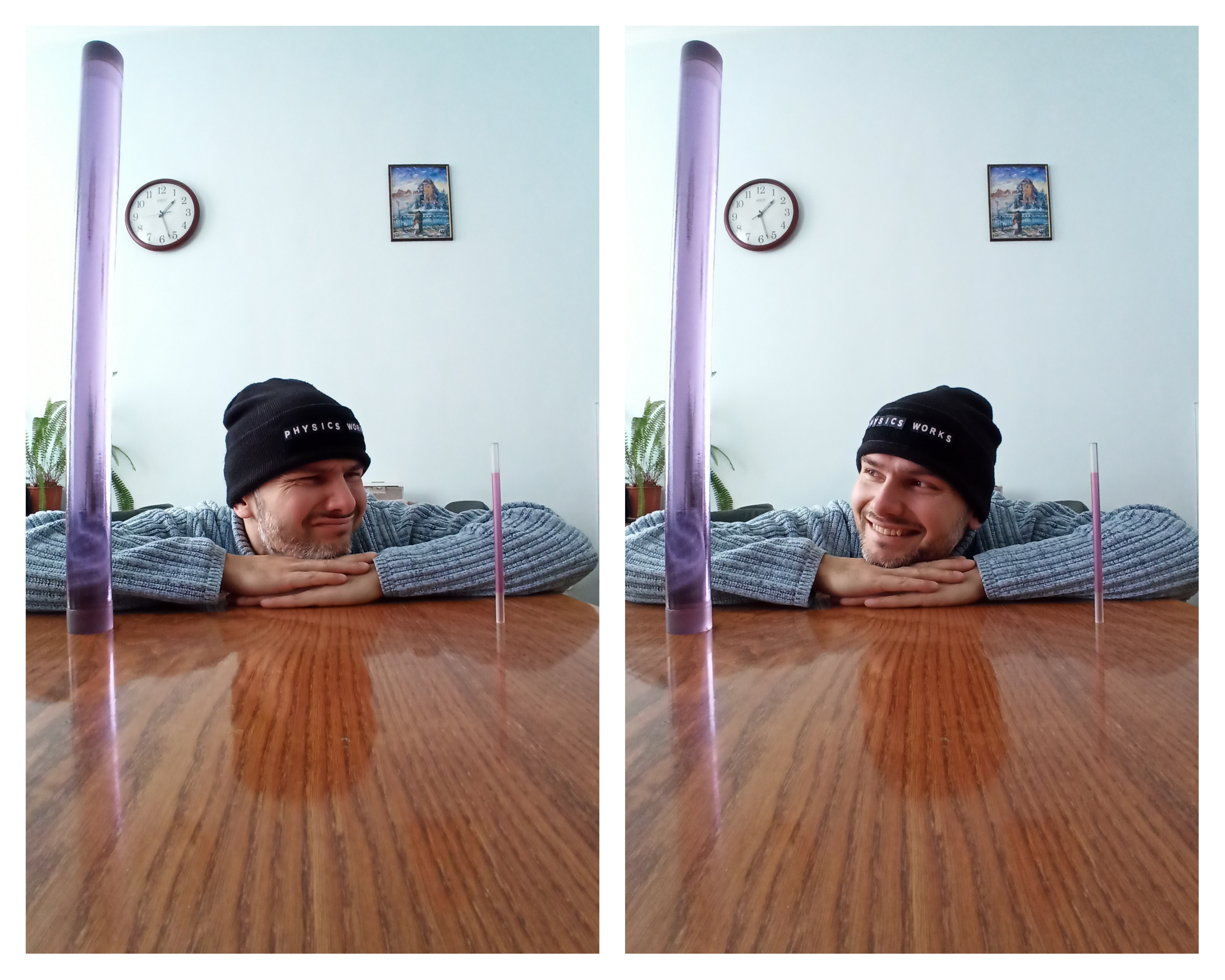
Неодимовий (великий, зліва) та рубіновий (малий, справа) активні елементи або робочі тіла твердотільних лазерів

Лазер (англ. Laser, акронім від Light Amplification by Stimulated Emission of Radiation «посилення світла вимушеним випромінюванням») — пристрій для генерування або підсилення монохроматичного світла, створення вузького пучка світла, здатного поширюватися на великі відстані без розсіювання і створювати винятково велику густину потужності випромінювання при фокусуванні (108 Вт/см² для високоенергетичних лазерів).

## Загальний опис
Лазер працює за принципом, аналогічним принципові роботи мазера. Лазери використовуються: для зв'язку (лазерний промінь може переносити набагато більше інформації, ніж радіохвилі), різання, пропалювання отворів, зварювання, спостереження за супутниками, медичних і біологічних досліджень і в хірургії, як лазерна зброя (зокрема у ППО).
Фізичною основою роботи лазера служить квантовомеханічне явище вимушеного (індукованого) випромінювання. Випромінювання лазера може бути безперервним, з постійною потужністю, або імпульсним, що досягає гранично великих пікових потужностей. У деяких схемах робочий елемент лазера використовується як оптичний підсилювач для випромінювання від іншого джерела. Лазери можна поділити на велику кількість видів за речовиною, з якої складається їх робоче середовище, для якого використовують різні речовини всіх агрегатних станів. Деякі типи лазерів, наприклад лазери на розчинах барвників або поліхроматичні твердотільні лазери, можуть генерувати цілий набір частот (мод оптичного резонатора) в широкому спектральному діапазоні. Габарити лазерів різняться від мікроскопічних для ряду напівпровідникових лазерів до розмірів футбольного поля для деяких лазерів на неодимовому склі. Унікальні властивості випромінювання лазерів дозволили використовувати їх в різних галузях науки і техніки, а також в побуті, починаючи з читання та запису компакт-дисків і закінчуючи дослідженнями в галузі керованого термоядерного синтезу.

## Загальна інформація
Лазер — джерело когерентного, монохроматичного і вузькоспрямованого електромагнітного випромінювання оптичного діапазону, яке характеризується великою густиною енергії. Існують газові лазери, рідинні та твердотільні (на діелектричних кристалах, склі, напівпровідниках). В лазері відбувається перетворення різних видів енергії в енергію лазерного випромінювання. Головний елемент лазера — активне середовище, для утворення якого використовують: вплив світла, електричний розряд у газах, хімічні реакції, бомбардування електронним пучком та ін. методи «накачування». Активне середовище розташоване між дзеркалами, які утворюють оптичний резонатор. Існують лазери неперервної та імпульсної дії. Лазери отримали широке застосування в наукових дослідженнях (фізика, хімія, біологія, гірнича справа тощо), голографії і в техніці. Наприклад, у геодезії, маркшейдерії, у кінці ХХ століття створено новий метод лазерної сепарації алмазів з потоку руди (Гудаєв О. А., Канаєв И. Ф., Шлюфман Е. М. // Датчики і системи. — 1999).

## Класифікація лазерів
За схемами функціонування:
- 3-рівневі
- квазі-4-рівневі
- 4-рівневі

За агрегатним станом активного середовища:
- газові
- рідинні
- твердотільні

За методом отримання інверсії:
- з електронною накачкою
- з хімічною накачкою
- з оптичною накачкою
- з тепловою накачкою

Найбільш розповсюдженою є класифікація за фізичними особливостями активного середовища:
- твердотільні
- напівпровідникові
- волоконні
- газові
- іонні
- молекулярні
- рідинні
- газодинамічні
- хімічні
- ексимерні
- лазери на центрах забарвлення
- фотодисоціаційні
- лазери на вільних електронах
- рентгенівські
- лазери з перебудовою довжини хвилі генерації
- раманівські
- параметричні

## Історія лазерів
В 1917 р. Альберт Ейнштейн передбачив можливість вимушеного випромінювання атомами при переході з вищого енергетичного стану в нижчий, але не самовільно, а під впливом зовнішньої дії.
В 1940 р. Валентин Фабрикант і Фатіма Бутаєва вказали на можливість використання явища змушеного випромінювання середовища із інверсною заселеністю для підсилювання електромагнітного випромінювання.
В 1950 р. Альфред Кастлер (Нобелівська премія з фізики 1966 року) пропонує метод оптичного накачування середовища для створення в ньому інверсної заселеності.
В 1954 р. радянські академіки Микола Басов та Олександр Прохоров (незалежно американський фізик Чарлз Таунс) розробили «мазер» — потужний випромінювач радіохвиль (Нобелівська премія з фізики 1964 року).
В 1960 р. Теодором Майманом в США була створена перша лазерна установка — квантовий генератор електромагнітних хвиль з видимим діапазоном спектра.
В наш час ведеться робота зі створення лазерів у рентгенівському та гамма-діапазоні, що дозволить використовувати лазери для здійснення керованого термоядерного синтезу.

## Будова лазера
Всі лазери складаються з трьох основних частин:
- Активного (робочого) середовища;
- Системи накачування (джерело енергії);
- Оптичного резонатора (може бути відсутнім, якщо лазер працює в режимі підсилювача).

Кожна з них забезпечує для роботи лазера виконання своїх певних функцій
Лазер — джерело світла. У порівнянні з іншими джерелами світла лазер має низку унікальних властивостей, пов'язаних з когерентністю і високою спрямованістю його випромінювання. Випромінювання «нелазерних» джерел світла не має цих особливостей.
«Серце лазера» — його активний елемент. В одних лазерів це кристалічний або скляний стрижень циліндричної форми. В інших — запаяна скляна трубка, всередині якої перебуває спеціально підібрана газова суміш. В третіх — кювета зі спеціальною рідиною. Відповідно розрізняють лазери твердотільні, газові й рідинні.
При нагріванні будь-яке тіло починає випромінювати тепло. Однак випромінювання теплового джерела поширюється в усіх напрямках, тобто заповнює тілесний кут 4π стерадіан. Формування спрямованого пучка від такого джерела, здійснюване за допомогою системи діафрагм або оптичних систем, що складаються з лінз і дзеркал, завжди супроводжується втратою енергії. Жодна оптична система не дозволяє одержати на поверхні освітлюваного об'єкта потужність випромінювання більшу, ніж у самому джерелі світла.

## Робота лазера
Збуджений атом може мимовільно (спонтанно) перейти на один з нижчих рівнів енергії, випромінивши при цьому квант світла. Світлові хвилі, випромінені нагрітими тілами, формуються саме в результаті таких спонтанних переходів атомів і молекул. Спонтанне випромінювання різних атомів некогерентне. Однак, крім спонтанного випромінювання, існують випромінювальні акти іншого роду.
Щоб створити лазер або оптичний квантовий генератор — джерело когерентного світла необхідно:
1. робоча речовина з інверсною заселеністю. Тільки тоді можна одержати підсилення світла за рахунок вимушених переходів.
2. робочу речовину слід помістити між дзеркалами, які здійснюють зворотний зв'язок.
3. підсилення дає робоча речовина, а отже, число збуджених атомів або молекул у робочій речовині повинне бути більшим від певного порогового значення, що залежить від коефіцієнта відбиття напівпрозорого дзеркала.

## Види лазерів
Рубіновий лазер працює в імпульсному режимі. Існують також лазери неперервної дії. 
У газових лазерах цього типу робочою речовиною є газ. Наприклад, азотний лазер - джерело перервного семікогерентного випромінення в області 337 нм, де активною речовиною є молекулярний азот.
Атоми робочої речовини збуджуються електричним розрядом.
Застосовуються й напівпровідникові лазери безперервної дії. Вони вперше створені в Україні. В них енергія для випромінювання запозичиться від електричного струму.
Створені дуже потужні газодинамічні лазери неперервної дії на сотні кіловатів. У цих лазерах «перенаселеність» верхніх енергетичних рівнів створюється при розширенні й адіабатному охолодженні надзвукових газових потоків, нагрітих до декількох тисяч Кельвін.

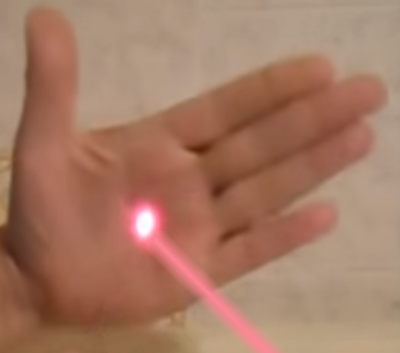
Лазерний промінь, що потрапляє на біологічну тканину впливає на фотофізичні і фотохімічні процеси, що відбуваються в живому організмі.

## Застосування лазерів
Великі можливості відкриваються перед лазерною технікою в біології й медицині. Лазерний промінь застосовується не тільки в хірургії (наприклад, при операціях на сітківці ока) як скальпель, але й у терапії. Інтенсивно розвиваються методи лазерної локації й зв'язку. Локація Місяця за допомогою рубінових лазерів і спеціальних кутових відбивачів, доставлених на Місяць, дозволила збільшити точність виміру відстаней Земля — Місяць до декількох см. Отримано обнадійливі результати в спрямованому стимулюванні хімічних реакцій. За допомогою лазерів можна вибірково збуджувати одне із власних коливань молекули. Виявилося, що при цьому молекули здатні вступати в реакції, які не можна або важко стимулювати звичайним нагріванням. За допомогою лазерної техніки інтенсивно розробляються оптичні методи обробки, передачі й зберігання інформації, методи голографічного запису інформації, кольорове проєкційне телебачення.
У промисловості лазерні технології використовують для прошивання отворів, різання, зварювання, модифікування, програмованого термодеформування, маркування та гравіювання, балансування, вирощування тримірних виробів, текстурування мікрорельєфу поверхні, поверхневого очищення тощо.
Лазери застосовують для наукових і дослідницьких місій в космосі, за допомогою яких є можливість передавати терабайти важливих даних. Лазерний зв’язок використовує невидиме інфрачервоне світло для надсилання та отримання інформації з вищою швидкістю передачі даних, надаючи космічним апаратам можливість надсилати більше даних на Землю за одну передачу, що прискорює процес роботи з отриманою інформацією для дослідників. Інноваційні лазерні технології, наприклад, TeraNet, можуть суттєво прискорити зв’язок з космосом та забезпечити передачу даних у 100-1000 разів порівняно з традиційними радіохвилями.